# Companhia Carris de Ferro de Lisboa
A Companhia Carris de Ferro de Lisboa (CCFL, por vezes CFL, ou, simplesmente, Carris) é uma empresa de transporte público rodoviário coletivo de passageiros da cidade de Lisboa, Portugal.

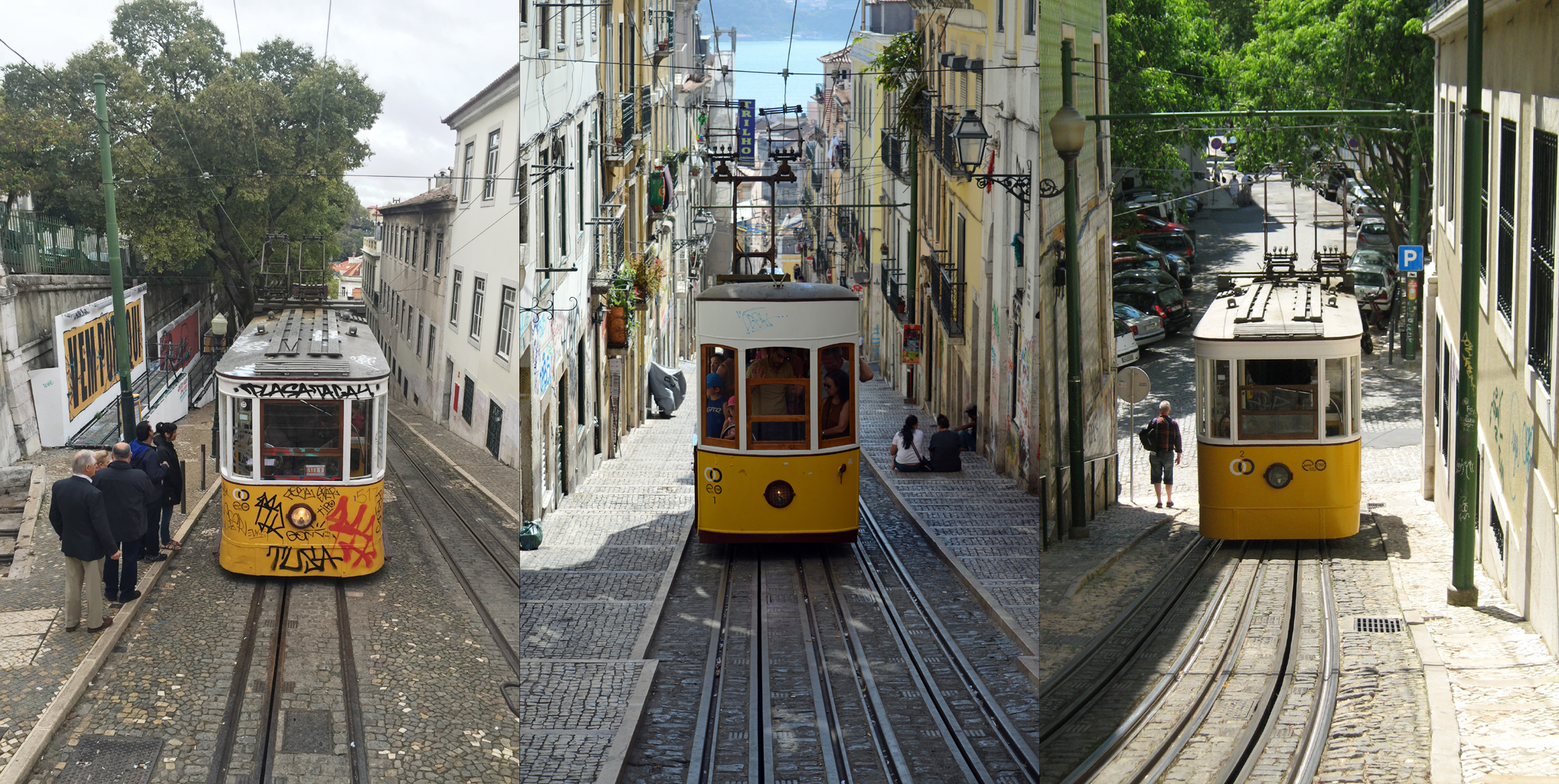
Funiculares da Carris: Glória, Bica, e Lavra.

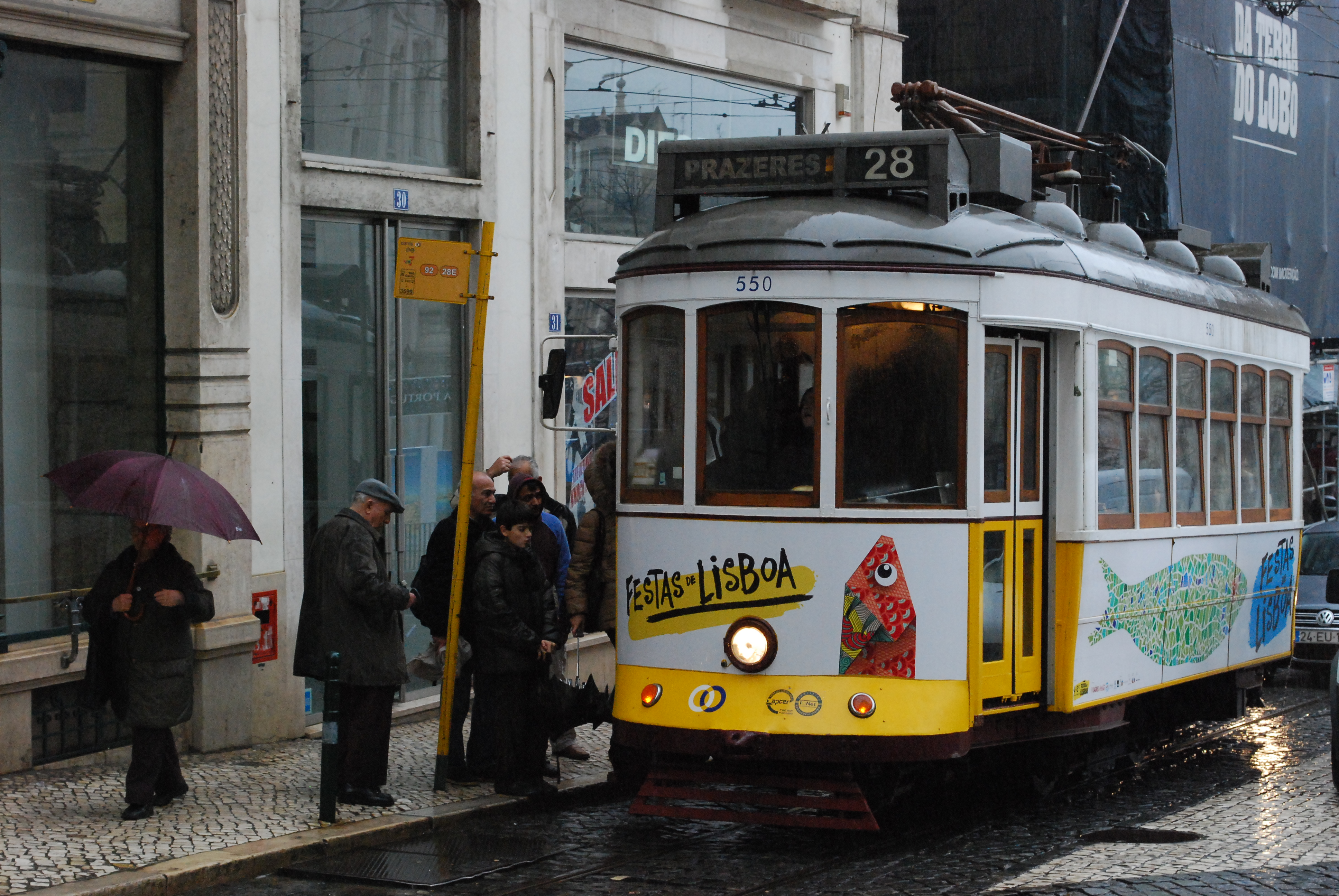
Elétrico remodelado da Carris.

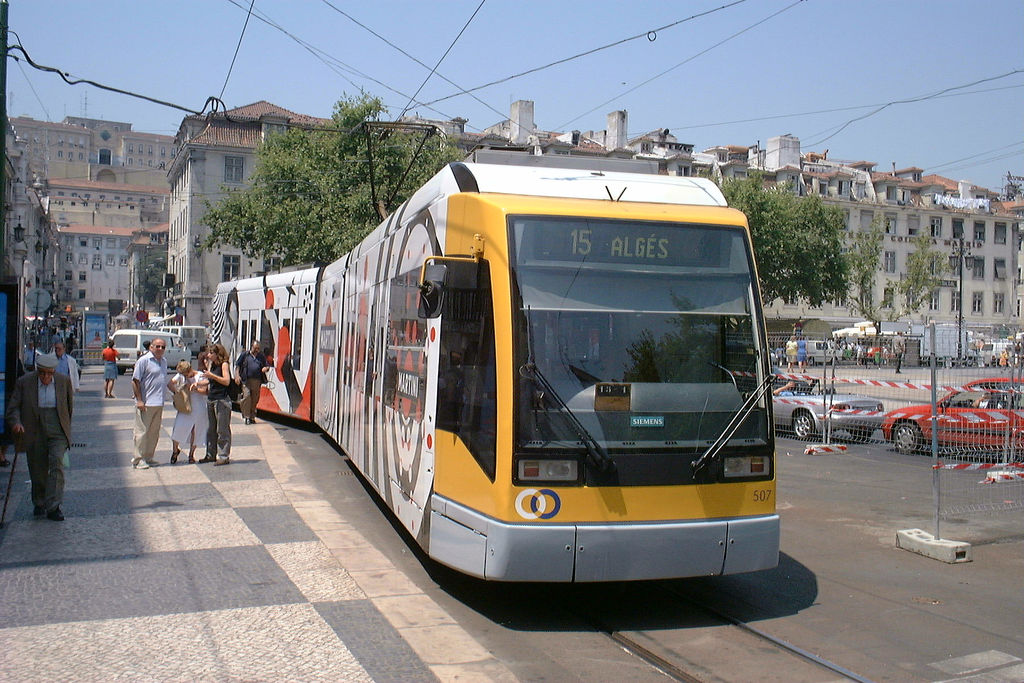
Elétrico articulado na Praça da Figueira.

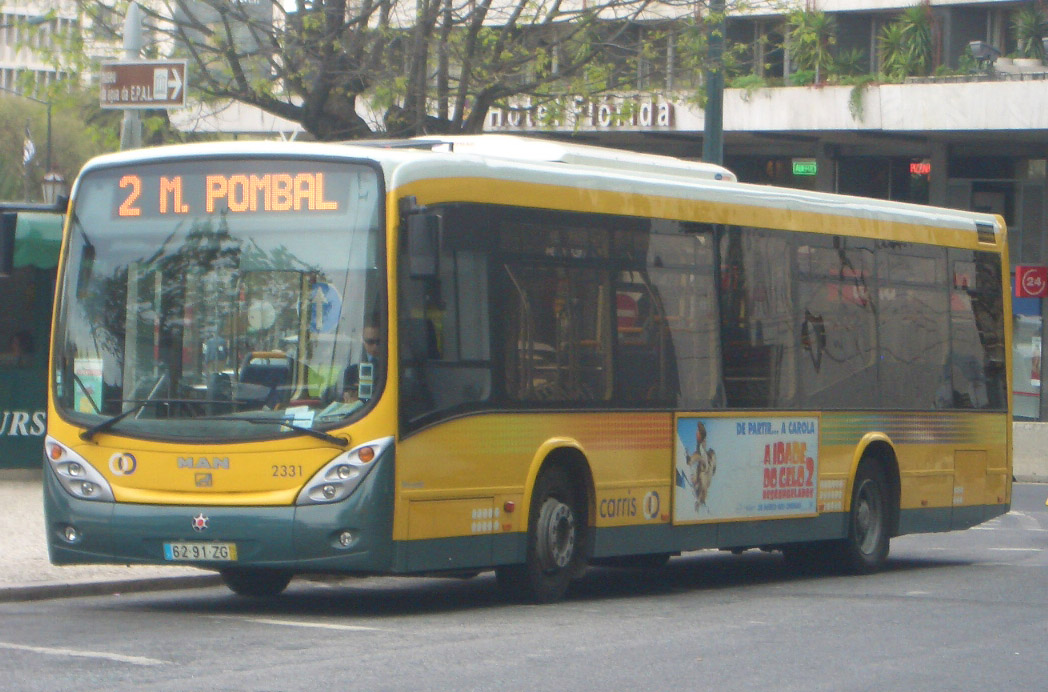
Autocarro standard da Carris.

## Empresa
Foi fundada em 1872 como empresa privada concessionária do serviço público dos transportes coletivos de passageiros na capital portuguesa. Foi desde 1975 tutelada pela Secretaria de Estado das Obras Públicas, dos Transportes e  das Comunicações dependente do Ministério da Economia (e equivalentes diacrónicos). Porém, em 2015, o XXI Governo Constitucional decidiu que as empresas de transportes coletivos de Lisboa e do Porto ficariam sob a alçada do Ministério do Ambiente. Passou à alçada municipal em 2017.
Desde 1 de fevereiro de 2017, a gestão da Carris é tutelada pela Câmara Municipal de Lisboa. O acordo assinado entre o Ministério do Ambiente e a Câmara Municipal de Lisboa foi assinado a 19 de novembro de 2016, acordando assim que toda a gestão da empresa passe a ser da responsabilidade desta. A gestão da Carris era uma ambição antiga da CML e esta decisão do XXI Governo Constitucional surge na sequência da suspensão do processo de subconcessão das empresas de transportes públicos de Lisboa (Metro e Carris) ao grupo espanhol Avanza, lançado em 2015 pelo XIX Governo Constitucional e bastante criticada pelos partidos da oposição. Atualmente, o presidente da Carris é Pedro Bogas, nomeado em 2022 após aprovação da Câmara de Lisboa. Sucede a Tiago Farias, nomeado em 2016 para presidir à Transportes de Lisboa (Carris, Metro e Grupo Transtejo) e em 2017 para presidir à Carris, já sob a tutela da Câmara Municipal de Lisboa.
|              | 2005 | 2008 | 2009 | 2010 | 2011 | 2012 | 2013 | 2014 | 2015 | 2016 | 2017 | 2018 | 2019 |
| ------------ | ---- | ---- | ---- | ---- | ---- | ---- | ---- | ---- | ---- | ---- | ---- | ---- | ---- |
| Funcionários | 2787 | 2766 | 2761 | 2771 | 2634 | 2396 | 2225 | 2141 | 1995 | 2027 | 2112 | 2321 | 2450 |
| Tripulantes  | 1763 | 1855 | 1866 | 1836 | 1738 | 1560 | 1491 | 1412 | 1420 | 1432 | 1488 | 1633 | 1737 |
| Autocarros   | 785  | 749  | 752  | 755  | 707  | 632  | 632  | 619  | 600  | 599  | 603  | 608  | 706  |
| Elétricos*   | 58   | 49   | 49   | 49   | 49   | 49   | 49   | 48   | 48   | 48   | 48   | 48   | 48   |
| Ascensores   | 6    | 6    | 6    | 6    | 6    | 6    | 6    | 6    | 6    | 6    | 6    | 6    | 6    |
| Elevadores   | 2    | 2    | 2    | 2    | 2    | 2    | 2    | 2    | 2    | 2    | 2    | 2    | 2    |

O serviço é oferecido de acordo com princípios de "prestação do serviço de transporte público urbano de superfície de passageiros, orientada por critérios de Sustentabilidade, contribuindo para um desenvolvimento que atenda às necessidades do presente sem comprometer a possibilidade das gerações futuras satisfazerem as suas próprias necessidades." A rede da Carris funciona 24 horas por dia em três escalões:
- Serviço Diurno: das 05h00 às 21h30, aproximadamente;
- Serviço Noturno: das 21h30 às 01h00, aproximadamente;
- Rede da Madrugada: das 23h45 às 05h35, aproximadamente.

## Rede e frota
Em 2023 a Carris opera um total de 109 carreiras, dividas em 4 meios de transporte (autocarro, elétrico, funicular e elevador), numa rede que funciona 24 horas por dia.

### Autocarros
A rede de autocarros da Carris tem um comprimento de 720 km (dados de 2019), dos quais 65 km se desenvolvem em corredores reservados (vias BUS), sendo a mesma composta por 99 carreiras de autocarro, das quais:
- 6 pertencem à rede da Madrugada.
- 28 pertencem à rede de Bairros.

- 65 pertencem à rede Diurna.

Algumas destas carreiras são adaptadas ao transporte de pessoas de mobilidade reduzida, oferecendo veículos com rampas de acesso e áudio-guias que permitem a compreensão do percurso e ligações de cada carreira. Além disso cinco carreiras permitem o transporte de bicicletas (serviço Bike Bus): 708, 723, 724, 725 e 731.
A frota de 2012 conta com cinco tipos de veículos:
- standard (488 veículos das marcas Volvo, MAN e Mercedes-Benz)
- articulado (90 Volvo B10M e Mercedes-Benz O530 G)
- médio (20 veículos da marca MAN),
- PMR (6 veículos das marcas MAN e Mercedes-Benz)
- mini (34 Mercedes Benz Sprinter).

O grau de cobertura, que se obtém dividindo a receita direta pelos gastos diretos antes das indemnizações compensatórias, do modo autocarro é de 109,8% em 2016, um aumento de 10,8 pontos percentuais face a 2015. O resultado bruto de exploração e o resultado económico por cada passageiro transportado são, por isso, positivos.
Em 2022 a Carris contava com uma frota de 732 autocarros distribuídos por 6 tipologias de veículos:
- Standard - 510 veículos das marcas Volvo, MAN e Mercedes-Benz
- Standard elétrico - 15 veículos da marca Caetano (Toyota)
- Articulados - 89 veículos da marca Mercedes-Benz
- Médios - 57 veículos da marca MAN
- Mini - 61 veículos das marcas MAN e Mercedes-Benz
- Passageiros com Mobilidade Reduzida - 5 veículos das marcas MAN e Mercedes-Benz

Entre 2023 e 2026 a Carris planeia investir 170 milhões de euros em renovação da frota. Até ao final de 2023 a empresa irá receber 44 autocarros elétricos (30 de tamanho standard e 14 de tamanho mini) e 24 autocarros articulados a gás natural, alcançando a marca de ter 50% da sua frota movida a meios menos poluentes. Em 2026 a empresa deverá ter 80% da sua frota movida a meios menos poluentes com a aquisição de mais cerca de 350 autocarros movidos a energias limpas.

### Elétricos
Desde 2018, a rede de elétricos da Carris é composta por seis carreiras (12E, 15E, 18E, 24E, 25E e 28E) percorrendo um total de 53 km, sendo 13 km em faixa reservada.
Em 2016, a frota que opera as carreiras de elétricos  é constituída por 10 carros elétricos articulados (série 501-510), por 38 remodelados (série 541-585). Os articulados apenas podem percorrer a carreira 15E, enquanto as restantes séries podem alcançar toda a rede. As seis carreiras de elétricos prestam serviço na zona urbana da Carris, mas a carreira 15E sai de Lisboa em Algés, no concelho de Oeiras.
O grau de cobertura, que se obtém dividindo a receita direta pelos gastos diretos antes das indemnizações compensatórias, do modo elétrico é de 149,9% em 2016, um aumento de 13,9 pontos percentuais face a 2015. Com esta realidade, em 2016 o modo elétrico teve uma margem bruta positiva de 5,1 milhões de euros. Por passageiro, o resultado económico por cada passageiro transportado é positivo.
Em 2023 foram adquiridos 15 elétricos articulados, os quais começaram a circular na carreira 15E no dia 22 de setembro. Estes 15 novos elétricos articulados não só têm uma maior lotação como uma maior dimensão, com 28 metros de comprimento, e representaram um investimento na ordem dos 40,4 milhões de euros.

### Ascensores / Funiculares e Elevadores
A Carris também opera três funiculares (Glória 51E, Lavra 52E e Bica 53E) e um elevador vertical (Santa Justa 54E). Desde 2002 que estes modos de transporte são Monumentos Nacionais.
Estava prevista para 2023 que a Carris iniciasse a operação de um quarto funicular entre os bairros da Mouraria e da Graça, 120 anos depois de ter sido desativado o Elevador da Graça, o qual fazia a ligação entre a Rua da Palma e o Largo da Graça (com parte da infraestrutura na altura reaproveitada para circulação da atual carreira de elétricos 12E. Tal operação não se concretizou e a EMEL substituiu a Carris na operação do Funicular da Graça.

## História
- 1872 - Criação da empresa Companhia Carris de Ferro de Lisboa (CCFL), no Rio de Janeiro.
- 1873 - Adquiriação dos direitos pelos irmãos Luciano Cordeiro de Sousa e Francisco Cordeiro de Sousa para a implantação de um sistema de transporte com carros americanos (veículos transitando em carris e puxados por animais) na cidade de Lisboa, denonimado Viação Carril Vicinal e Urbana a Força Animal. Aprovação pela Câmara Municipal de Lisboa o trespasse desta concessão para a Carris no mês seguinte. Início da exploração do serviço público da Carris em Novembro, prestado por carros americanos, ligando a estação da linha férrea do Norte e Leste ao Aterro da Boavista.
- 1874 - Construção e inauguração da Estação de Santo Amaro, nos terrenos da velha "Quinta do Saldanha".
- 1876 - A Carris torna-se exclusivamente portuguesa e legalmente reconhecida como Sociedade anónima.
- 1882 - Adquirição dos terrenos da antiga "Quinta do Poço Caído", construção e inauguração da Estação do Arco do Cego.
- 1884 - Inauguração do ascensor do Lavra.
- 1885 - Inauguração do ascensor da Glória.
- 1892 - Inauguração do ascensor da Bica. Início da monopolização da rede de transportes públicos da capital por parte da Carris até ao início do século XX, absorvendo com o passar dos anos várias empresas como a Casa Rippert, a Viação Urbana a Vapor, a Salazar, a Char-à-bancs, a Jacinto, a Luzitana, a Simplício, a Florindo e a Nova Companhia dos Ascensores Mecânicos de Lisboa; A Chora foi a única a resistir a essa monopolização, extinguindo-se em 1917.
- 1897 - Novo contrato entre a Câmara Municipal de Lisboa e a Carris para a substituição do sistema de tracção animal pela tracção eléctrica.
- 1899 - Contratação da empresa Wernher, Beit & Co. pela Carris, para a transformação do sistema, esta que eventualmente cederia à Lisbon Electric Tramways Limited (L.E.T.L.) todos os direitos e obrigações assumidos por aquele contrato.
- 1900 - Construção da "geradora", uma central termoelétrica a carvão, que fornecia energia para a operação da rede.
- 1901 - Início da exploração do serviço público de carros elétricos, com a eletrificação da linha entre o Cais do Sodré e São José de Ribamar.

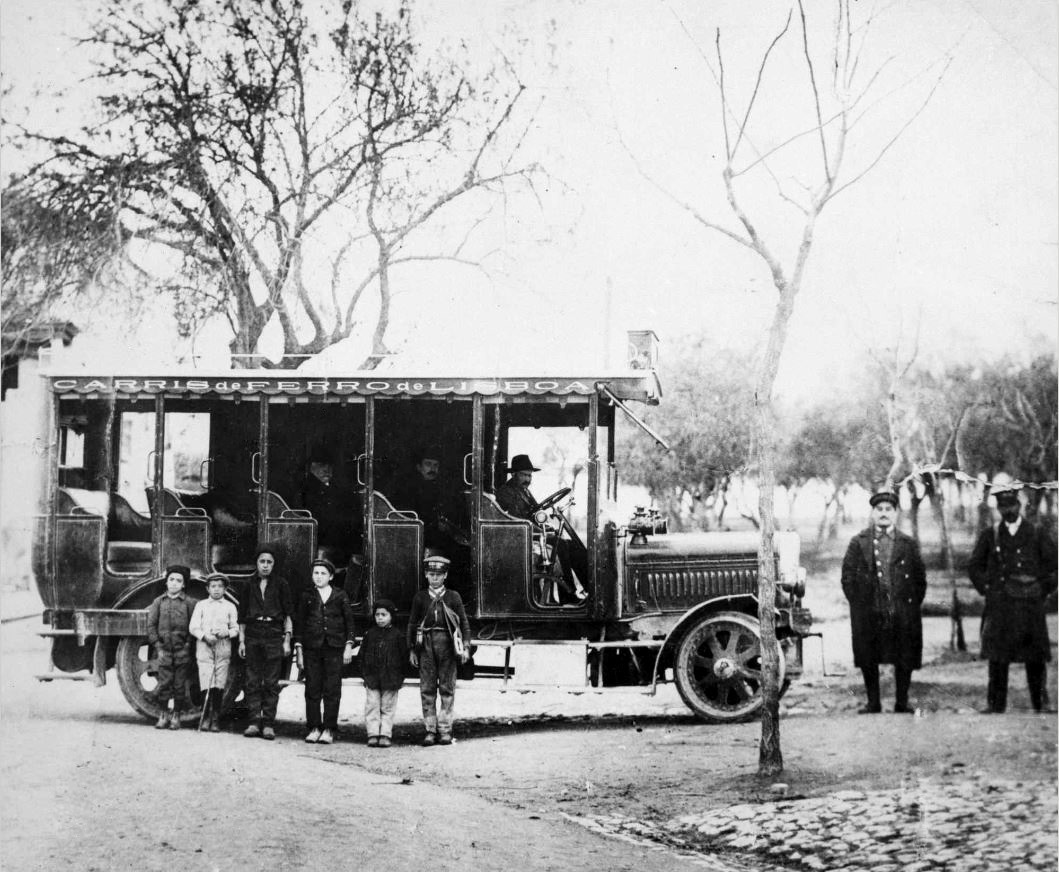
Dos primeiros autocarros da Companhia Carris de Ferro de Lisboa, em 1912.

- 1902 - Inauguração do elevador de Santa Justa.
- 1912 - Experiência da Carris com pequenos autocarros de ligação ao serviço dos elétricos. Por não terem tido a adesão suficiente, rapidamente foram descontinuados.
- 1926 - Absorção da Nova Companhia dos Ascensores Mecânicos de Lisboa para a Carris.
- 1928 - Os novos sentidos de circulação nas estradas Portuguesas obrigam a um esforço hercúleo por parte da Carris na modificação de diversas agulhas e terminais de elétricos de modo a adaptá-los às normas vigentes.
- 1937 - Construção e inauguração da Estação das Amoreiras.
- 1940 - Para reforçar o transporte para a Exposição do Mundo Português, a Carris implementa uma carreira de autocarros entre a Baixa e o local da exposição, Belém, com 6 viaturas adquiridas para o efeito.
- 1944 - Aproveitando os veículos adquiridos para assegurar o transporte para a exposição de 1940, a Carris dá início à exploração do serviço público com autocarros com duas carreiras de ligação da Baixa de Lisboa ao Aeroporto e duas carreiras circulares em torno da zona central da cidade de Lisboa.
- 1958 - Construção e inauguração da Estação do Cabo Ruivo.
- 1960 - Reorganização do serviço de elétricos na zona central da cidade, motivado pelo início do serviço de metropolitano entre a Baixa e Sete Rios/Entrecampos, locais onde se construíram terminais de transferência. Foram ainda criados bilhetes de transferência entre os elétricos e o metropolitano.
- 1976 - Construção e inauguração da Estação da Pontinha, substituíndo a antiga Estação das Amoreiras.
- 1979 - Construção e inauguração da Estação e Complexo de Miraflores, onde se localiza desde então o núcleo administrativo da empresa.
- 1981 - Inauguração da Estação da Musgueira.
- 1988 - Reorganização do serviço noturno da Carris, aproximando-o da configuração atual.
- 1990 - Início da renovação da frota de autocarros, com novos autocarros médios a chegar e que atuavam em carreiras com percursos sinuosos e zonas da cidade menos acessíveis.
- 1991 - Começo da operação dos primeiros autocarros articulados.
- 1993 - Adquirição de autocarros minis para as ruas estreitas da cidade.
- 1995 - Início do processo de modernização da rede de elétricos, com a aquisição de 10 veículos articulados: mais espaçosos, seguros, cómodos e rápidos.
- 1996 - Ainda no âmbito da reestruturação da rede de elétricos, é concluída a remodelação e renovação dos 45 veículos antigos restantes; mantendo-os com a mesma aparência mas tornando-os mais rápidos e seguros, equipando-os com a tecnologia de ponta da época.

Logótipo desde 1997.

- 1997 - Como forma de comemorar o 125º aniversário da empresa e, também no âmbito do melhoramento de Lisboa devido à Expo'98, todos os autocarros da Carris passam a ter cor amarela, igual aos elétricos. A companhia adquire viaturas novas e, muda também o seu logótipo e a sua estratégia de comunicação.
- 1998 - Reestruturação do serviço da Carris com o objetivo de oferecer um maior número de lugares para o acesso à Expo'98, criando cinco carreiras Expresso do recinto da Expo'98 para os Restauradores (92), Cais do Sodré (301), Algés (via Cais do Sodré) (302), Damaia (303) e Odivelas (304). Lançamento da rede da Madrugada.
- 1999 - Inauguração do Museu da Carris.
- 2002 - Classificação do elevador de Santa Justa e dos ascensores do Lavra, Glória e Bica como Monumentos Nacionais.
- 2006 - Introdução da Rede 7, o culminar do processo de reestruturação interna da empresa e da sua rede de transportes. Sendo uma homenagem às sete colinas da cidade de Lisboa, a rede 7 será introduzida em quatro fases distintas de modo a acompanhar a evolução do sistema de transportes públicos da cidade.
- 2011 - Devido ao esforço de contenção financeira decretado pelo Estado Português às empresas públicas, a Carris altera a sua oferta em Fevereiro e Março através da supressão de sete carreiras (1, 7, 39, 92, 204, 752 e 780), do encurtamento de três e da redução do período de funcionamento de cinco carreiras [17][18].
- 2012 - Devido ao esforço de contenção financeira decretado pelo Estado Português às empresas públicas, ao prolongamento da LinhaVermelha do Metropolitano de Lisboa ao Aeroporto Humberto Delgado e as restrições à circulação na zona da Baixa, a Carris altera a sua oferta em Março, Abril, Julho e Agosto através da supressão de seis carreiras (10, 21, 745, 777, 790 e 203), do encurtamento de 11 e da redução do período de funcionamento de sete carreiras.[19]
- 2013 - Devido à adaptação da oferta à evolução das condições de circulação, a Carris altera a sua oferta em Março, Abril, Maio, Agosto, Setembro, Outubro e Dezembro através da supressão de duas carreiras (98 e 205) e da alteração do percurso de várias carreiras.[20]
- 2015 - Por decisão do XIX Governo Constitucional, os conselhos de administração das empresas Carris, Metropolitano de Lisboa e Transtejo e Soflusa passam a ser constituídos pelos mesmos membros, sendo presididos por Rui Loureiro.[21]
- 2016 - Tiago Farias é nomeado presidente dos conselhos de administração das empresas Carris, Metropolitano de Lisboa e Transtejo e Soflusa.[22]
- 2017 - As empresas Carris, Metropolitano de Lisboa e Transtejo e Soflusa passam a ter, novamente, conselhos de administração distintos. A 1 de Fevereiro, a Carris passa de novo para a tutela da Câmara Municipal de Lisboa, mantendo-se Tiago Farias como presidente. Início da criação da rede de Carreiras de Bairro (26B, 29B, 31B, 32B e 40B).
- 2018 - Início do processo de renovação de frota da carris, com a assinatura dos contratos de compra de 125 autocarros standard a gás natural (GNC), de 40 autocarros articulados GNC, de 15 autocarros standard elétricos e de 37 autocarros médios a diesel (norma Euro VI). Os primeiros 15 autocarros entraram ao serviço no dia 14 de Dezembro de 2018.[23] Em Abril foi reativada a carreira 24E, sendo a primeira reativação de uma linha de elétricos em mais de 20 anos.[24] Foram implementadas várias melhorias na oferta, através do aumento do período de funcionamento de quatro carreiras (723, 748, 753 e 18E), do prolongamento do percurso em certos períodos do dia de quatro carreiras (714, 727, 760 e 28E) e da redução dos intervalos de passagem de cinco carreiras (714, 723, 727, 728 e 748).
- 2019 - Continuação da implementação da rede de Carreiras de Bairro com a entrada em funcionamento de nove carreiras (76B e 79B em Janeiro, 73B em Fevereiro, 43B e 44B em Março, 70B em Junho, 34B em Julho, 41B em Novembro e 22B em Dezembro). Entrada ao serviço, em Janeiro, dos novos autocarros médios. Foram implementadas várias melhorias na oferta, através do aumento do período de funcionamento de seis carreiras (709, 713, 716, 732, 770, 778), do prolongamento do percurso em certos períodos do dia de cinco carreiras (708, 758, 765, 778, 797) e da redução dos intervalos de passagem de catorze carreiras (15E, 703, 706, 714, 716, 724, 726, 729, 736, 742, 753, 758, 765 e 767).
- 2020 - Foram implementadas várias melhorias na oferta, através do prolongamento do percurso de cinco carreiras (718, 730, 732, 738 e 744) e da reorganização dos terminais da Alameda e do Campo Grande.
- 2021 - Continuação da implementação da rede de Carreiras de Bairro com a entrada em funcionamento de nove carreiras (64B e 46B em Abril, 61B e 55B em Maio, 13B em Junho, 52B e 19B em Julho, 17B em Agosto e 10B em Setembro). Criação, em Setembro, da carreira 98D aos fins-de-semana e feriados e, em Novembro, da carreira 771, aos dias úteis.
- 2022 - Pedro Bogas é nomeado presidente do conselho de administração, sucedendo a Tiago Farias.[25] Entre junho de 2022 e janeiro de 2023 entram em vigor as concessões da marca Carris Metropolitana, reformulando profundamente os transportes públicos rodoviários da Grande Lisboa; neste contexto, mantiveram-se inalterados apenas os serviços municipais do Barreiro (TCB), Cascais (MobiCascais) e Lisboa (Carris).[26]
- 2023 - A implementação das carreiras de Bairro chega ao fim com a implementação da 67B em Março, na Estrela.

## Renovação da Frota, das Carreiras e da Bilhética
Em 2003 foi iniciado o Processo de Reestruturação da Carris que culminou com a Rede 7, que entrou em funcionamento em 9 de Setembro de 2006. Foram introduzidas neste período várias melhorias.
Os novos autocarros que foram adquiridos trouxeram mais qualidade ao serviço prestado. Melhores acessibilidade para pessoas idosas ou em cadeiras de rodas, ar condicionado, videovigilância, redução da emissão de gases com efeito de estufa, são as significativas melhorias introduzidas.
Para além dos novos autocarros, novos serviços foram criados. O SIP (Sistema de Informação ao Passageiro), os painéis de informação do tempo de chegada do próximo autocarro em algumas paragens e o carregamento do passe no Multibanco. O sistema de bilhética também sofreu alterações: o Lisboa Viva (para uma utilização regular) e o 7 Colinas (para uma utilização esporádica) são os novos suportes de bilhética sem contacto. Todos os autocarros e eléctricos da Carris estão equipados com validadores. Em todas as viagens é obrigatório validar o título de transporte.

### Carreiras Certificadas
Em Janeiro de 2006 a empresa obteve o Certificado de Qualidade. As carreiras de autocarros e elétricos têm obtido certificado de qualidade por fases:
- 1ª - Fevereiro de 2006 - incluiu quatro carreiras (15E, 56, 60 e 83).
- 2ª - Maio de 2007 - incluiu dezoito carreiras (5, 16, 17, 24, 37, 47, 48, 76, 81, 708, 718, 723, 726, 729, 738, 751, 755 e 759).
- 3ª - Agosto de 2008 - incluiu dezoito carreiras (21, 22, 34, 49, 64, 74, 79, 701, 706, 711, 713, 714, 720, 727, 765, 768, 777 e 782).
- 4ª - Julho de 2009 - incluiu doze carreiras (12, 40, 44, 78, 108, 702, 709, 732, 746, 767, 773 e 790).
- 5ª - Outubro de 2010 - incluiu doze carreiras (7, 10, 39, 735, 753, 757, 758, 780, 794, 796, 797 e 799).

Com a reestruturação da rede e respetivas mudanças de terminais e designações, encontram-se certificadas as carreiras 15E, 701, 702, 705, 706, 708, 709, 711, 712, 713, 714, 716, 717, 718, 720, 722, 723, 724, 726, 727, 729, 732, 734, 735, 737, 738, 744, 746, 747, 748, 749, 751, 753, 755, 756, 757, 758, 759, 760, 764, 765, 767, 768, 773, 774, 776, 778, 779, 781, 782, 783, 794, 796, 797, 798 e 799.

### Rede 7
A Rede 7 é a designação do projeto que, a ser implementado em quatro fases, permitirá renovar a rede da Carris e oferecer aos seus clientes um conjunto de carreiras melhor ligadas entre si e às restantes redes de transporte público de Lisboa.
A primeira fase foi introduzida em 9 de Setembro de 2006, na qual foram definidas as linhas-mestras de atuação. Para melhor identificar as novas carreiras da Rede 7, estas passaram a ter um 7 antes do número da carreira. Foram também definidas cinco zonas de atuação da rede da Carris na cidade, correspondendo a cada uma das áreas uma cor identificativa. Esta divisão permite aos clientes da Carris pesquisar diferente informação de um modo mais prático, como a rede de vendas ou as carreiras de serviço público que servem cada uma das áreas. Daí que todas as carreiras tenham ganho uma cor identificativa, de acordo com a sua área primordial de actuação. A cor de cada carreira pode ser encontrada no portal da Carris, no mapa de rede, nas paragens ou mesmo nos veículos ou através de um pequeno círculo colorido situado no vidro frontal, ou através da bandeira colorida. As carreiras transversais, que geralmente servem mais do que uma ou duas zonas, são identificadas por uma cor própria. Ainda na primeira fase, foram criadas 28 novas carreiras, modificadas sete carreiras e eliminadas oito carreiras.
| Cor      | Zonas                             |
| -------- | --------------------------------- |
| Vermelha | Marvila/Olivais                   |
| Verde    | Alvalade/Lumiar                   |
| Azul     | Benfica/Carnide                   |
| Rosa     | Ajuda/Belém                       |
| Cinzenta | carreiras circulares/transversais |
| Laranja  | Centro                            |

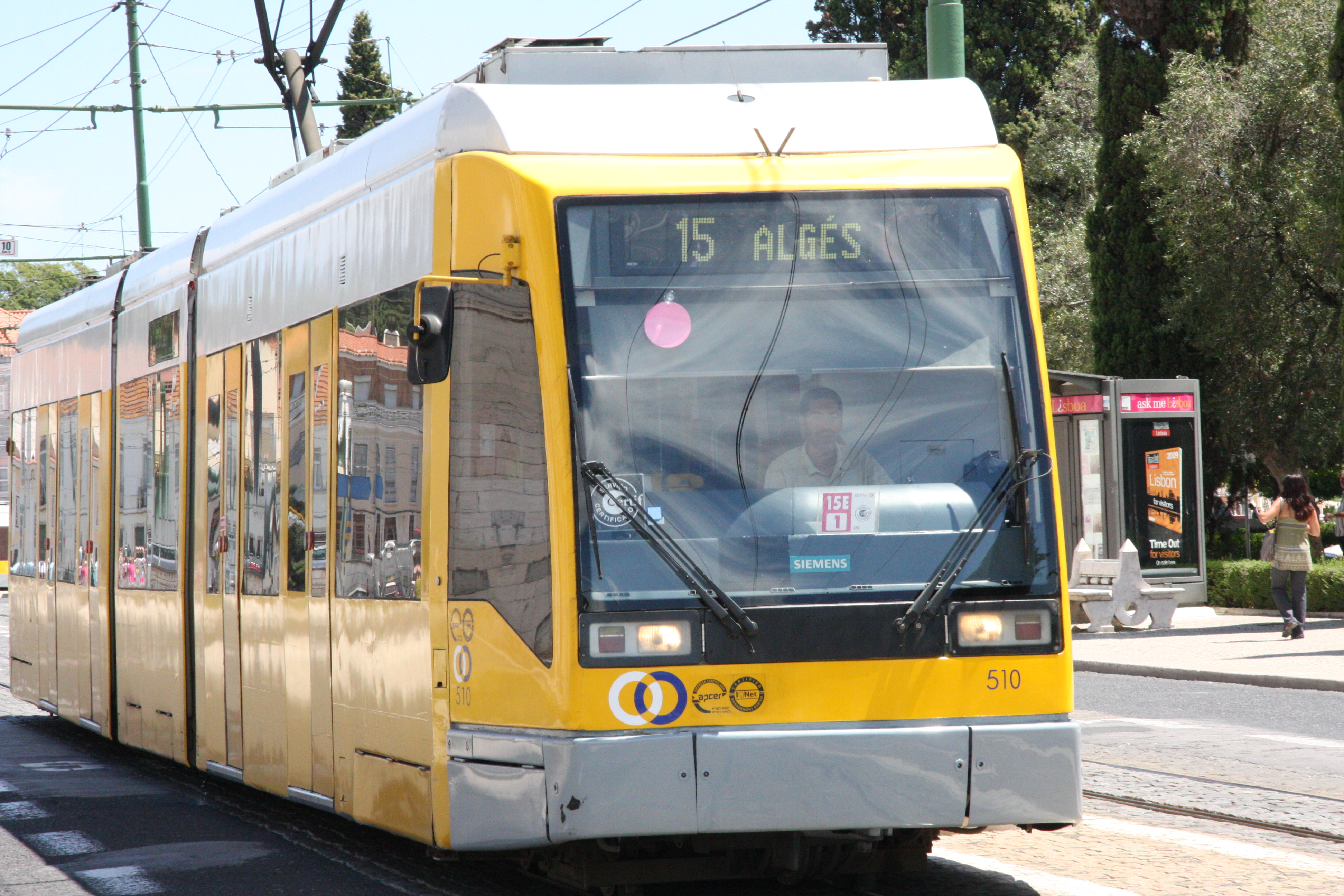
Elétrico 510 fazendo a carreira em 2009: Note-se o indicador circular rosa (Ajuda-Belém), e a mesma cor na chapa de circulação («15E/1»).

A segunda fase da Rede 7 foi introduzida no dia 5 de Janeiro de 2008, com a criação de oito carreiras, alteração de 6 e a eliminação de 9. Nesta fase foi reestruturada a rede da Carris na zona central da cidade, em virtude do prolongamento da rede do Metropolitano de Lisboa às estações do Sul e Sueste e de Santa Apolónia.
A terceira fase da Rede 7 foi introduzida no dia 26 de Junho de 2010, com a alteração de algumas carreiras de modo a serem integradas na rede 7 e a supressão de alguns trajetos que passaram a ser servidos pela conclusão da Linha Vermelha do Metropolitano de Lisboa, com a função de ligação transversal na rede.
A quarta fase da Rede 7 foi introduzida no dia 21 de julho de 2012, com a alteração da rede da Carris na zona dos Olivais e Aeroporto de Lisboa, em virtude da chegada da Linha Vermelha do Metropolitano de Lisboa àqueles locais.

### Tarifas
Com a introdução da Rede 7, o tradicional bilhete pré-comprado, o BUC, foi eliminado. Em sua substituição, os clientes da Carris podem utilizar o 7 colinas que pode ser carregado com os novos bilhetes horários que substituem os antigos BUC e que permitem viajar na rede da Carris, efetuando transbordos sem pagar mais por isso, durante a validade do bilhete que pode ser de 1h (1 zona) ou de 1h30m (2 zonas). O suporte - 7 Colinas ou Viva Viagem - é adquirido e é válido por um ano.

## Carristur

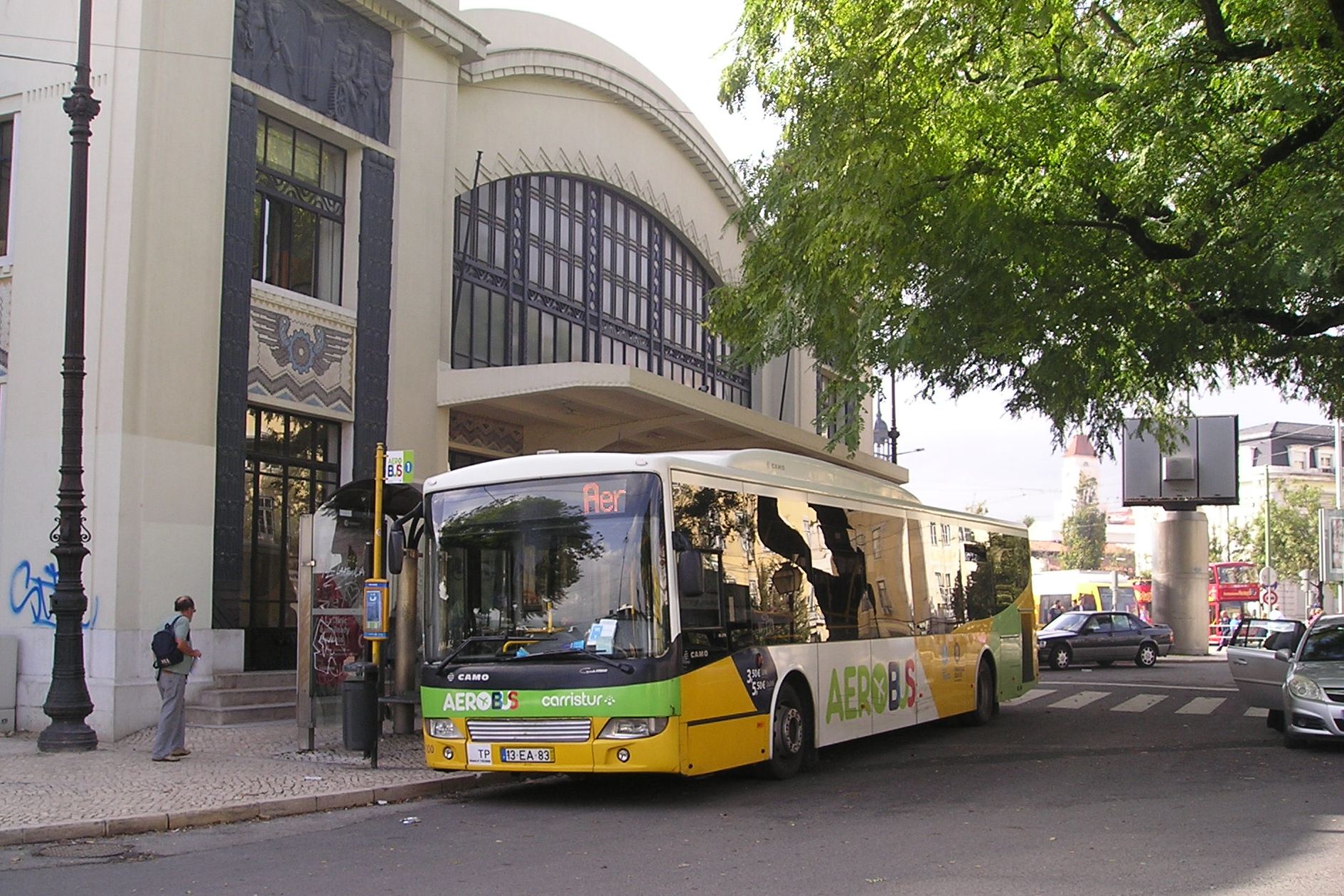
Autocarro Carristur no Cais do Sodré em 2014, fazendo a carreira (note-se no tablier a chapa ainda indicando).

A Carristur é uma empresa subsidiária da Carris especializada em serviços de apoio a turistas e outros visitantes de Lisboa. Opera carreiras dirigidas a passageiros não-residentes de alto rendimento, tendo expandido as suas operações a outro pontos do país.[carece de fontes?]

### AeroBus
- ✈1 Aeroporto ⇆ Cais do Sodré: Aerobus City Center[28] 
 Esta carreira sucedeu à 91 da Carris.
- ✈2 Aeroporto ⇆ Sete Rios: Aerobus Financial Center[29] 
 Esta carreira sucedeu à 96 da Carris.

Estas carreiras foram suspensas no início da Pandemia de COVID-19 em Portugal mas não voltaram à circulação aquando da progressiva renormalização da oferta da Carris.

### Shuttle do Aeroporto de Lisboa
A CarrisTur também opera um autocarro gratuito que liga os dois terminais existentes (T1 e T2) do Aeroporto. Com uma frequência de 12 minutos e uma viagem de 3 minutos entre ambos os terminais, o shuttle funciona das 03:30 às 00:30, horário em que o terminal 2 está aberto.

### Yellow Bus
Sob a marca Yellow Bus a Carristur opera autocarros turísticos em percursos variados, bem como uma frota crescente de elétricos retirados ao serviço regular da Carris: 7 “remodelados” e alguns ligeiros da série 700.[carece de fontes?]